# هاري مارشال غروم
هاري مارشال غروم هو محامي وسياسي كندي، ولد في 9 يوليو 1894، وتوفي في 1964. انتخب عضو الجمعية التشريعية لنيو برونزويك ‏.